# Ördögh László (tervezőgrafikus)
Ördögh László (Debrecen, 1980. május 18. –) magyar tervezőgrafikus, a Graphasel Design Studio alapítója és art directora. Pályafutása során számos nemzetközi és hazai díjjal ismerték el munkásságát.

## Kezdeti évek, tanulmányok
Debrecenben született, gyermekkorát Nyíregyházán töltötte. Édesanyja rajztanár, édesapja okleveles közgazdász és nyomdászmérnök, aki mellett kitanulta a nyomdász szakmát. A családi nyomdai vállalkozásukat később négy évvel idősebb bátyja vitte tovább.
Gyermekkora óta érdeklődött a vizuális művészetek iránt, különösen érdekelte az animáció, a fényképezés, a térbeli mesekönyvek és a makettezés világa. Idővel bátyjával nemzetközi versenyeket is szerveztek Nyiregyházára makettezőknek. Orr Lajos szobrásztól megtanulta a mintázást.
Középiskolai tanulmányait párhuzamosan végezte el a nyíregyházi Arany János Gimnáziumban és a Művészeti Szakközépiskolában, ahová diagnosztizált színtévesztése ellenére sikerült bekerülnie. Itt kiváló tanárai voltak: Egri Erzsébet, Z. Erdei Anna, Székhelyi Edith és Sulyok Géza.   
Az érettségit követően, 2000-től a Magyar Képzőművészeti Egyetem tervezőgrafika szakán folytatta tanulmányait, ahol 2005-ben diplomázott mint tervezőgrafikus. Egyetemi évei alatt egy évet az Iparművészeti Egyetem animáció szakán is eltöltött. 2004-től egy évet Erasmus ösztöndíjjal Darmstadtban a Hochschule Darmstadtban abszolvált.

## Tervezőstúdió alapítás
2003-ban alapította meg a Graphasel Design Studio-t, amelyet 2005-től Drozsnyik Dáviddal közösen vezetett. A stúdió főként arculattervezéssel és kommunikációs designnal foglalkozott, számos hazai és nemzetközi projektet valósítottak meg. Munkáik között szerepelt a Puskás Aréna látogatóirányítási rendszere, a 2017-es úszó-világbajnokság és a 2023-as úszó-világbajnokság arculatának megtervezése, valamint több neves márka csomagolásának és arculatának tervezése.

## Szakmai elismerések
A Ördögh és a stúdió munkássága számos elismerést nyert el az évek során. 2013-ban Arany Rajzszög Díjat nyert a Kemenes Cukrászat arculatáért. 2015-ben a Google új budapesti irodájának a főváros híres fürdőinek atmoszféráját idéző dizájnt teremtettek, mely a sajtóbeszámolók szerint nagy szakmai visszhangot, nemzetközi elismerést, sőt "rajongást" váltott ki.
2018-ban a Dubicz Borászat címkecsaládja, 2019-ben az Opera Gin Budapest csomagolása kapta meg az egyik legrangosabb nemzetközi dizájn elismerést, a Red Dot Design Awardot. A 2018. évi téli olimpiai játékokra tervezett bélyegért elnyerte a Magyar Posta Művészeti Nagy Díját.
2020-ban a Puskás Aréna arculatáért ismét Arany Rajzszöggel jutalmazták. A Tokaj Gin, a Lunczer Pálinka és Vodka, valamint az MVM Dome vizuális rendszerei egyaránt Red Dot Design díjban részesültek 2022-ben, ugyanebben az évben a Tokaj Gin több nemzetközi versenyen is díjazott lett, köztük az A’ Design Award, a German Brand Award, a Joseph Binder Award és az Indigo Design Award eseményein.
2023-ban a Tokaj Gin csomagolása German Design Award nyertes lett, a Furmint Vodka pedig a döntőig jutott a European Design Awards-on, és elnyerte a Silver Á Design Awardot, majd elnyerte a Golden Novum Design Díjat. Ugyanebben az évben egy társadalmi felelőségvállalási–, CSR-tevékenységhez kapcsolódó arculattervezésük is Red Dot Design díjat nyert. 2024-ben újabb négy Red Dot Design elismerést kaptak olyan projektekért, mint a Herz New York Coffee Roasters arculata, a Pátzay Pincészet borcímkéi, a Moena Wermut címkéje és a Dorothea Hotel, Budapest, Autograph Collection belső jelzési rendszere.

## Oktatás
2020-tól a MOME tervezőgrafika szakán kezdett tanítani óraadóként, vendégelőadóként.
2012–től 2015-ig a METU tervezőgrafika, elektronikus ábrázolás szak BA-n folytatta oktatói tevékenységét, majd  2011–től a KREA, a Kortárs Művészeti Iskolában tanított tervezőgrafikát, szoftverismeretet és nyomdai előkészítést.

## Globális versenyzők között
A POPDES (“Popular Designers”) egy olyan rangsorolási platform, amely a világ tervezőit (designereit, építészeit, formatervezőit, designügynökségeit stb.) a népszerűségük alapján rangsorolja. Már a listára kerülés is nemzetközi rangot jelent. 
Ördögh POPDES-listán való szereplése azt mutatja, hogy nemzetközi szinten is jegyzik; mind neki, mind az ügynökségének komoly reputációja van, munkái jelentős figyelemben részesülnek, széles körben ismertek. Az is kitűnik a megjelenésből, hogy a tervezési és kreatív képességek mellett a csomagolástervezés elismert szakértője.

## Ars poetica
Ördögh László és stúdiója olyan projektekben hisz, ahol egyedi, érzelmekre ható márkákat hozhatnak létre, melyek mögött mély történetiség és következetes vizuális gondolkodás áll.

## Család
Nős, 3 gyermeke van.
Felesége Matta Zsuzsa; lányaik Rozi, Lenke és Hédi.